# Емма фон Лезум
Емма фон Лезум (на немски: Emma von Lesum, Imma von Stiepel; „die Erhabene“; * ок. 975/980; † 3 декември 1038, Лезум, днес в Бремен) е графиня от богатата и знатна саксонска благородническа фамилия Имединги и след смъртта ѝ Светия.

## Биография
Тя е дъщеря на граф Имед IV от род Имединги († 983) и съпругата му Адела от Хамаланд († 1021/1028) от фамилия Билунги, дъщеря на граф Вихман IV от Хамаланд († 973). Сестра е на Майнверк († 5 юни 1036), от 1009 г. епископ на Падерборн.
Емма фон Лезум се омъжва за Лиутгер (Лиудгер) († 26 февруари 1011), граф на Лезум и Вестфаленгау, от фамилия Билунги, син на саксонския херцог Херман Билунг († 973) и Ода Саксонска († сл. 973). Крал Ото III подарява на двойката през 1001 г. кралското омение в Щипел (днес в Бохум), където Емма през 1008 г. построява църква в чест на Света Богородица, която става много посещавано место за поклонение.
След ранната смърт на нейния съпруг през 1011 г. Емма се оттегля в Лезум, помага с нейни средства на катедралата в Бремен, където нейният роднина Унван е архиепископ. Тя подарява на катедралния капител имението си и църквата в Щипел. Емма се грижи особено много за бедните. По-късно тя е почитана като Светия. Нейният гроб съществува до 16 век в Бремската катедрала.